# 근로복지공단 대구병원
근로복지공단 대구병원(勤勞福祉公團 大田病院)은 산업재해 근로자에 대한 요양 관리를 위해 설립된 대한민국 고용노동부 산하 근로복지공단 소속의 직영병원이다. 대구광역시 북구 학정로 515(학정동)에 위치하고 있다.

## 연혁
- 2012년 4월 5일 : 근로복지공단 대구병원 개원

## 조직
병원장
- 진료지원부
- 직업사회재활실
- 진료부원장
  - 재활진료실
  - 수중재활치료실
  - 재활치료실
  - 진료과
  - 진단검사의학실
  - 영상의학실
  - 재활치료실
  - 약제부
  - 간호부
- 행정부원장
  - 원무부
  - 경영기획부

## 진료과목
- 재활의학과
- 정형외과
- 내과
- 영상의학과